# Вон (Њу Мексико)
Вон (енгл. Vaughn) град је у америчкој савезној држави Њу Мексико.

## Демографија
По попису из 2010. године број становника је 446, што је 93 (-17,3%) становника мање него 2000. године.
| Група             | 2000.       | 2010.       |
| Белци             | 65 (12,1%)  | 53 (11,9%)  |
| Афроамериканци    | 0 (0,0%)    | 7 (1,6%)    |
| Азијати           | 0 (0,0%)    | 0 (0,0%)    |
| Хиспаноамериканци | 469 (87,0%) | 385 (86,3%) |
| Укупно            | 539         | 446         |